# Celtis jessoensis
Celtis jessoensis är en hampväxtart som beskrevs av Gen-Iti Koidzumi. Celtis jessoensis ingår i släktet Celtis och familjen hampväxter. Inga underarter finns listade i Catalogue of Life.